# Ixodes apronophorus
Ixodes apronophorus este o căpușă din familia ixodidelor (Ixodidae) răspândită în Europa și Asia, care parazitează mamiferele rozătoare și poate servi ca vector pentru virusul febrei hemoragice de Omsk și și Francisella tularensis. Ciclul de viață durează 3-4 ani. A fost raportată doar sporadic în România.

## Răspândire
Ixodes apronophorus este răspândit în Europa în Marea Britanie, Danemarca, Elveția, Franța, Slovacia, Polonia, Austria, Germania, Cehia, Ungaria, România, Ucraina, Letonia, Estonia, Belarus și Moldova. În Rusia de la vest spre est până la Ținutul Krasnoiarsk. În Asia în Kazahstan și Kirghizia.

## Habitat
Este o specii higrofilă, care trăiește în biotopurile umede: lunci inundabilă, pajiști inundabile, mlaștini și alte habitate similare. 

## Gazde
Gazdele principale ale tuturor stadiilor sunt șobolanul de apă (Arvicola terrestris) și bizamul (Ondatra zibethicus), dar căpușele sunt, de asemenea, găsite și pe alte rozătoare mici din  familia cricetidelor (Cricetidae) și muridelor (Muridae). În Europa Centrală, Ixodes apronophorus a fost găsit la 6 specii de rozătoare.

## Prezența în România
Ixodes apronophorus a fost raportat doar sporadic în România în Delta Dunării. Gazdele căpușei în România sunt șoarecele pitic (Micromys minutus), șoarecele de câmp (Apodemus agrarius) și șoarecele gulerat (Apodemus flavicollis). 